# Chất thải điện tử ở Ấn Độ

Con chip, một loại chất thải điện tử phổ biến

Ấn Độ là quốc gia có lượng chất thải điện tử nhiều nhiều thứ năm thế giới. Chất thải điện tử là nguyên nhân chủ yếu gây ô nhiễm môi trường bao gồm ô nhiễm nước ngầm, ô nhiễm không khí và làm cho đất bị nhiễm axit. Gần 95% việc xử lý chất thải điện tử được tiến hành bởi khu vực phi chính thức không có tay nghề.

## Thực trạng
Theo ngành nghề: các thiết bị máy tính chiếm gần 70% chất thải điện tử, với sự đóng góp của ngành viễn thông là 12%, trang thiết bị y tế chiếm 8%, thiết bị điện chiếm 7% lượng chất thải điện tử hàng năm.

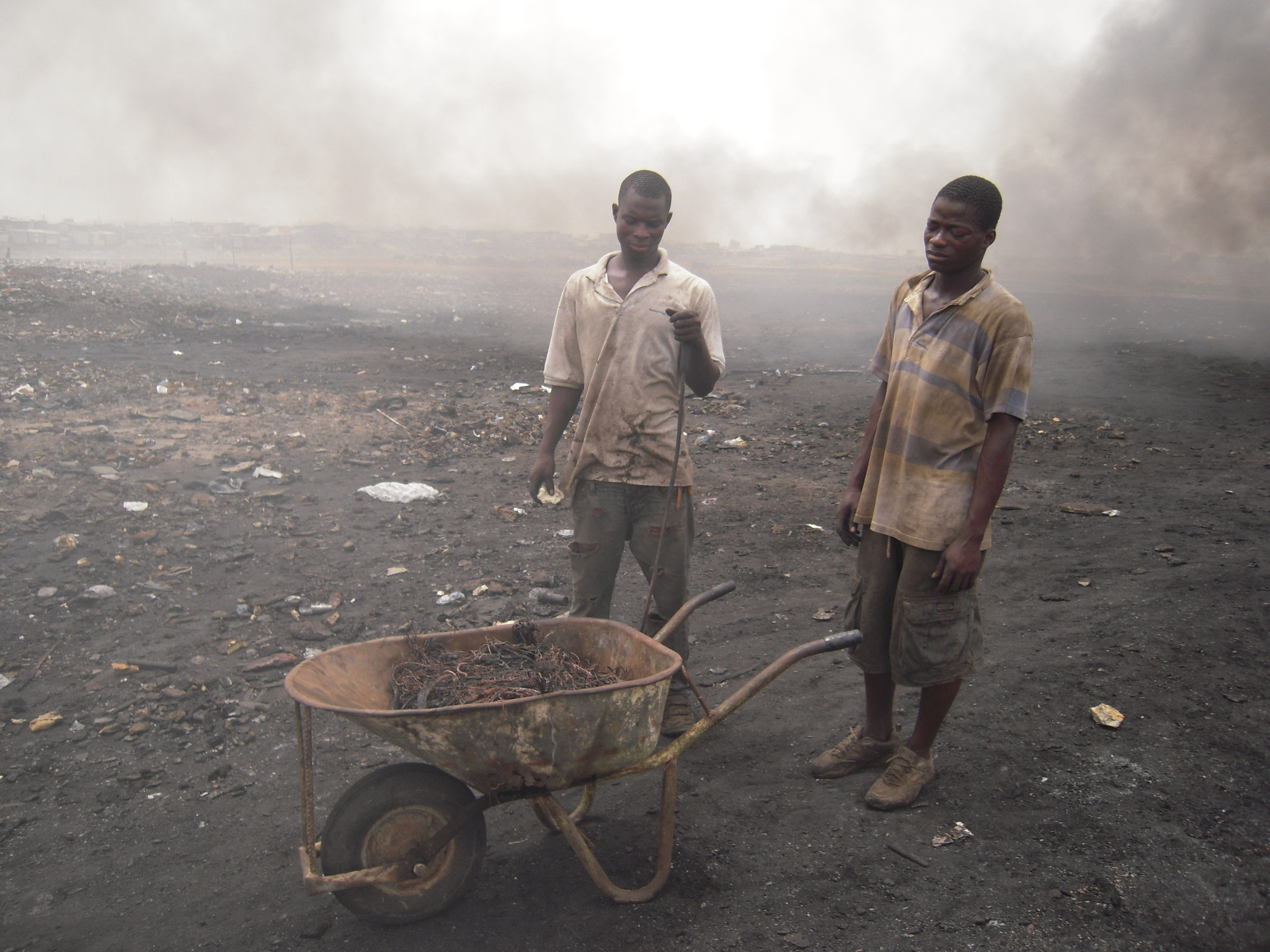
Công nhân thu dọn chất thải điện tử

Theo cơ quan: chính phủ, các công ty khu vực công và các công ty tư nhân tạo ra gần 75% chất thải điện tử; trong khi các hộ gia đình cá nhân chỉ là 16%.
Theo tỉnh thành: thành phố Mumbai đứng đầu danh sách các thành phố chế tạo ra chất thải điện tử, tiếp theo là các thành phố như New Delhi, Bangalore và Chennai. Thành phố Maharashtra đứng đầu trong việc sử dụng chất thải điện tử, tiếp theo sau là các thành phố Tamil Nadu và Uttar Pradesh.
Theo thành phần hóa học: chất thải điện tử chiếm 40% chì và 70% kim loại nặng được tìm thấy trong các bãi chôn lấp. Các chất này gây ô nhiễm này gây ô nhiễm nước ngầm, ô nhiễm không khí và axit hóa đất.

## Phản ứng
Bộ Môi trường, tài nguyên rừng và biến đổi khí hậu Ấn Độ đã thông qua các Quy tắc quản lý chất thải vào năm 2016. Đây lần đầu tiên ở Ấn Độ, các quy tắc đã được đưa ra nhằm xác định Trách nhiệm của Nhà sản xuất Mở rộng (Extended Producer Responsibility - EPR). EPR quy định phải cắt giảm 30% chất thải điện tử trong hai năm đầu và 70% trong vòng 7 năm tiếp theo.